# Attentat du Boulevard Saint-Germain
L'attentat du Boulevard Saint-Germain est une attaque à la bombe menée le 11 mars 1892 à Paris par les militants anarchistes Ravachol, Rosalie Soubère, Joseph Jas-Béala et Charles Simon. L'attentat est vu comme un acte de rétribution contre Edmond Benoît, le juge qui préside au procès des accusés de l'affaire de Clichy - où trois manifestants anarchistes sont pris par la police, battus à coup de sabre, privés de soins et d'eau un certain temps avant d'être jugés par Benoît avec beaucoup de dureté.
Après avoir subtilisé une cargaison importante de dynamite dans une mine de Soisy-sur-Seine, Simon et Ravachol confectionnent la bombe à deux, avant que les quatre ne se mettent en route vers la demeure du juge. Soubère porte la bombe sous ses jupons puis la confie à Ravachol, qui va la disposer. Elle explose et ne tue pas sa cible, ne fait aucun mort et un blessé.
L'opération est un échec tactique : les conjurés ne touchent pas leur cible, la police les recherche, et bien qu'elle ne parvienne pas à empêcher l'attentat de Clichy, le 27 mars 1892, où Soubère, Béala et Ravachol tentent cette fois d'assassiner le procureur de l'affaire, Simon est arrêté, dénoncé par un informateur. Après le deuxième attentat, Ravachol, Jas-Béala et Soubère sont pris rapidement et jugés. Ravachol, dont la stratégie judiciaire réside dans le fait d'assumer l'entièreté de l'attentat en disculpant ses compagnons est condamné à la prison à vie, puis à mort. Soubère et Jas-Beala sont acquittés, Simon est condamné à la prison à vie puis déporté à Cayenne.
Malgré cela, il s'agit d'un succès tactique très important, l'attaque inaugure l'Ère des attentats (1892-1894), une confrontation violente entre l'État français et les anarchistes. Dans ce cadre, le terrorisme subit des évolutions très importantes. Ainsi, bien que l'attentat du Boulevard Saint-Germain soit encore fondé sur la forme traditionnelle du terrorisme, le « tyrannicide », des acteurs influencés par celui-ci, comme Émile Henry, s'en inspirent pour donner naissance au terrorisme indiscriminé, ou au terrorisme de masse, forme importante du terrorisme des XXe-XXIe siècles. L'attentat est le premier à ne plus s'inscrire entièrement dans une symbolique de la personne mais plutôt dans une symbolique des lieux.
Ravachol en particulier devient une figure mythique au sein des cercles anarchistes et plus spécifiquement illégalistes français, où il est vu comme un martyr de la cause anarchiste.

## Histoire

### Contexte

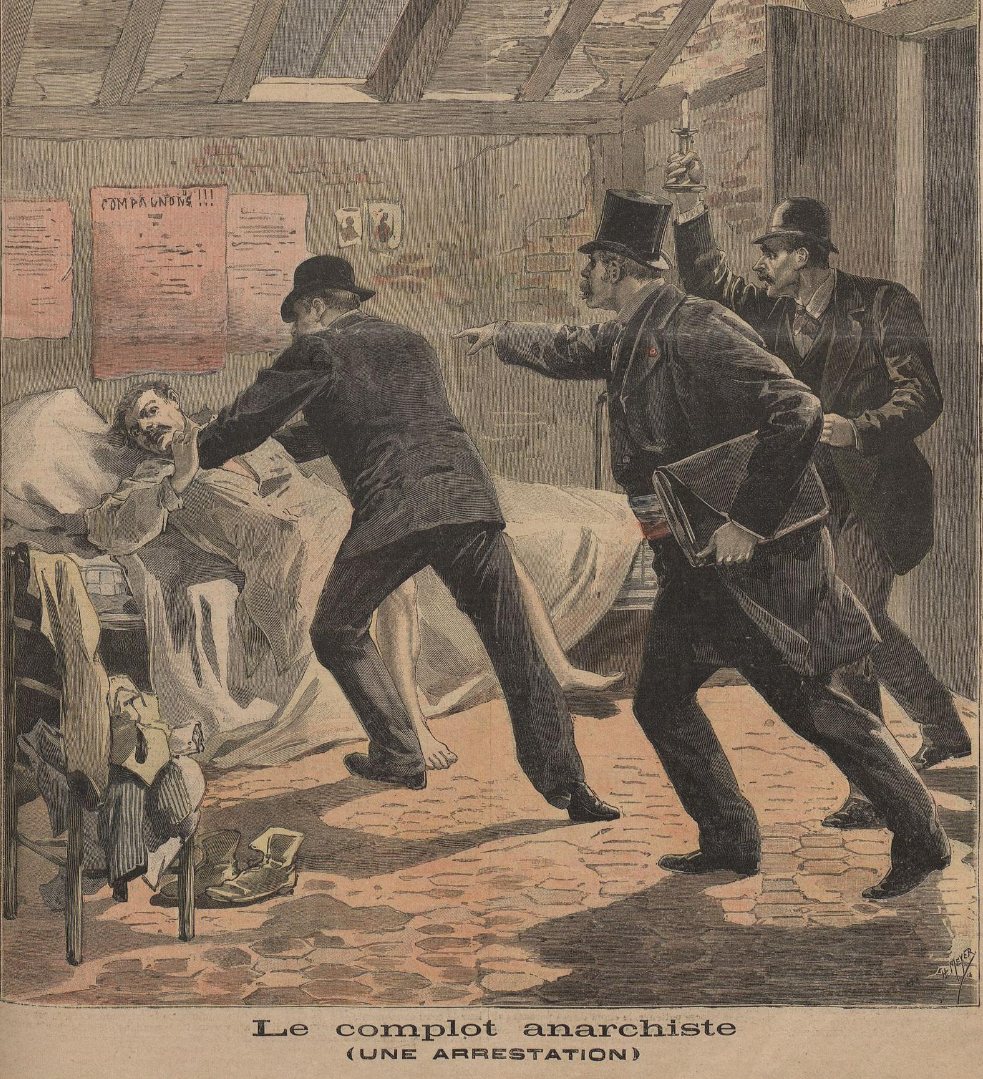
Représentation de l'arrestation d'un anarchiste pendant l'ère des attentats, Le Petit Journal (3 juin 1983)

Au XIXe siècle, l'anarchisme naît et se constitue en Europe avant de se propager. Les anarchistes défendent la lutte contre toutes formes de domination perçues comme injustes, en premier lieu la domination économique, avec le développement du capitalisme. Ils sont particulièrement opposés à l'État, vu comme l'organisation permettant d'entériner ces dominations au travers de sa police, son armée et sa propagande.
En France, les relations déjà conflictuelles entre les anarchistes et l'État français, matérialisé dans la Troisième République, entrent dans une nouvelle période de tensions très importantes : en 1891, la fusillade de Fourmies, où l'armée tire sur des manifestants demandant une journée de travail de huit heures, et l'affaire de Clichy, où des anarchistes sont arrêtés, frappés avec des sabres et maltraités par la police radicalisent un certain nombre d'anarchistes en France. Le fait que les anarchistes arrêtés après l'affaire de Clichy soient jugés avec beaucoup de sévérité, le procureur demandant la peine de mort pour les trois et le juge Edmond Benoît (1843-1909), les condamnant à des peines très dures de deux et cinq ans de prison, est un catalyseur important pour l'entrée dans l'ère des attentats.

### Préparatifs et attentat

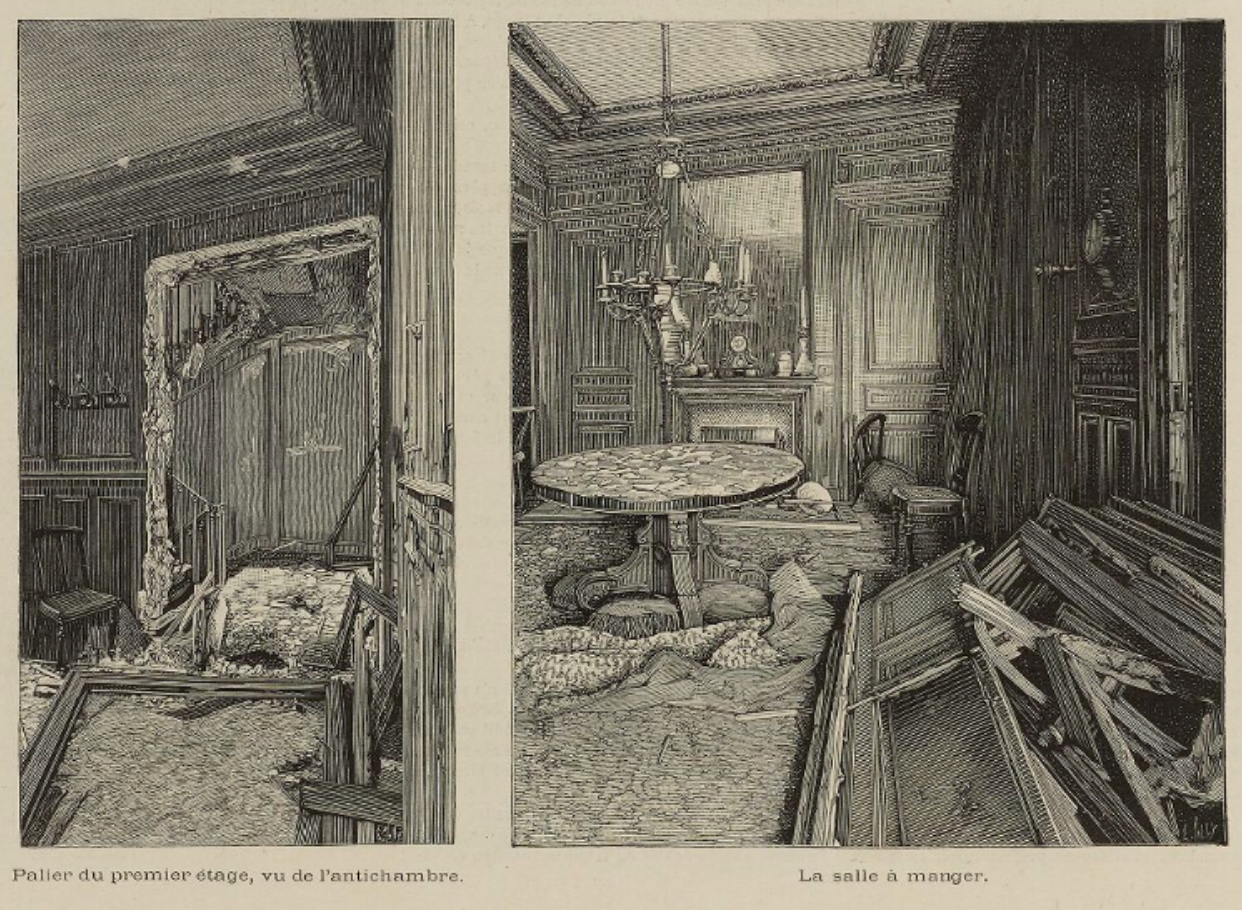
Représentation de l'attentat dans L'Illustration (19 mars 1892)

Dans ce cadre, un groupe d'anarchistes composé entre autres de Soubère (Mariette), Koënigstein (Ravachol), Jas-Béala (Béala) et Charles Simon (Biscuit) se radicalisent à la suite du procès de l'affaire de Clichy,. Dans la nuit du 14 au 15 février 1892, Ravachol et d'autres anarchistes, parviennent à s'emparer de trente kilogrammes de dynamite en volant la carrière de Soisy-sur-Seine, leur donnant la possibilité d'utiliser cet arsenal important dans la préparation d'attentats.
Dans les jours suivants, Ravachol et Simon créent la bombe, Simon effectue une première reconnaissance de la résidence du juge, 136 Boulevard Saint-Germain, puis le groupe de quatre personnes prend le tramway pour procéder à l'attentat, le 11 mars 1892. Soubère s'installe entre Simon et Béala et transporte la bombe, qu'elle dissimule sous ses jupons,. Elle la confie ensuite à Ravachol, qui, armé de deux pistolets chargés, entre dans l'édifice, pose la bombe au deuxième étage, le centre du bâtiment - car il ignore où demeure exactement Benoît. Il allume la mèche de la bombe et s'enfuit ; tout cela tandis que Soubère et Béala font le guet à l'extérieur. La militante reste ensuite sur place, pour surveiller la suite de l'explosion, alors que ses compagnons quittent les lieux.
L'attentat ne fait pas de morts, ne touche pas le juge Benoît, qui réside au cinquième étage, et blesse une personne. Le juge s'exprime dans le journal bonapartiste L'Autorité quelques jours plus tard, en disant :

« Il est absolument faux, que j’aie jamais reçu, à quelque époque que ce soit, des lettres de menaces. Sans doute, dans les fonctions de juge d’instruction que j’ai exercées jusqu’en 1887, j’ai eu affaire aux anarchistes souvent ; mais je n’ai jamais remarqué qu’aucun d’eux me témoignât une animosité toute spéciale. Depuis, en ma nouvelle qualité de conseiller à la cour d’appel, j’ai dû conduire les débats de plusieurs procès anarchistes, et en particulier, l’an passé, des anarchistes de Saint-Denis [càd de l'affaire de Clichy]. Mais, si vous voulez bien vous rappeler que le jury les a traités de façon très bénigne et que le plus sévèrement condamné des prévenus n’a eu que deux ans de prison, vous ne trouverez sans doute pas que les anarchistes soient fondés à exercer des représailles contre moi. »

### Suites
Les anarchistes participant au projet ne sont pas satisfaits de l'échec de leur opération : ils décident de retenter une nouvelle tentative rapidement après, ciblant cette fois-ci le procureur de l'affaire de Clichy, Bulot. Cette préparation est rendue compliquée par l'arrestation de Simon après la trahison de Charles Chaumentin, un des hôtes de Ravachol mais aussi un informateur de la police, qui les dénonce. Selon Jean Maitron et Rolf Dupuy, cette délation de la part de l'anarchiste traître aide peu la police en réalité : les forces policières connaissent en effet déjà la plupart des informations qu'il leur fournit. Ravachol parvient à mener l'attentat à terme, le 27 mars 1892 avant d'être arrêtés dans les jours suivants, le premier étant arrêté après avoir été dénoncé à la police par le propriétaire du restaurant Le Véry, où il dîne.

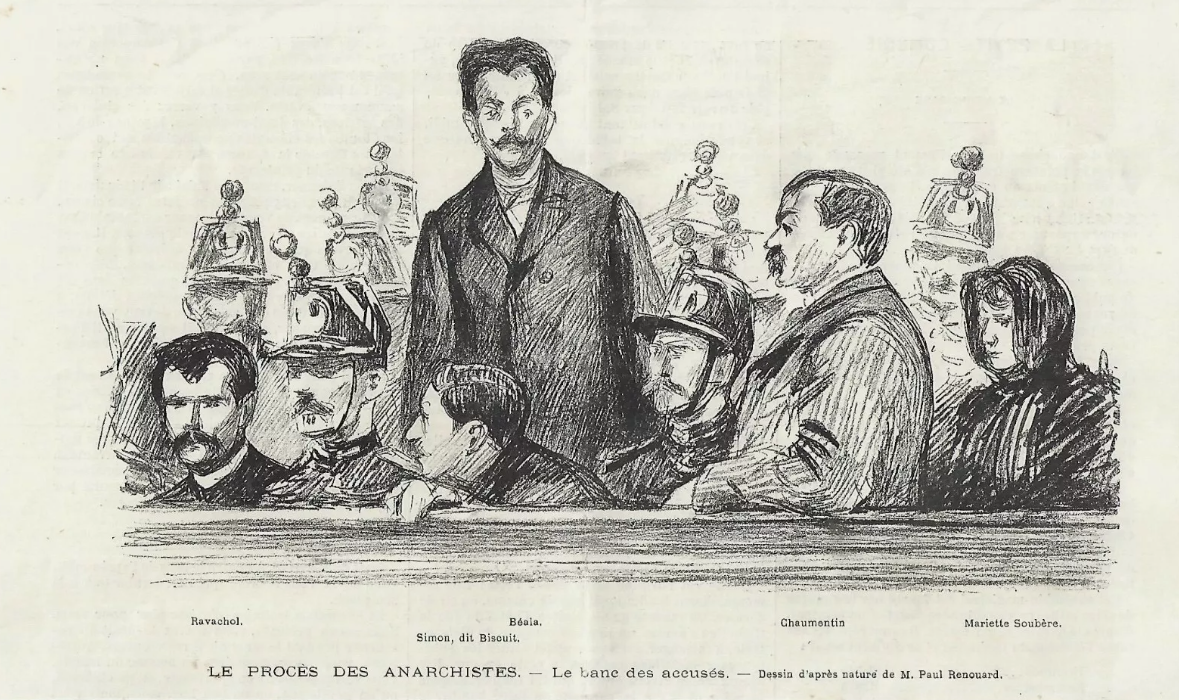
Procès des anarchistes impliqués dans l'affaire, 30 avril 1892, L'Illusration, Paul Renouard

La veille de leur procès, les militants anarchistes Jean-Pierre François et Théodule Meunier mènent l'attentat du Véry, qui vise et tue le propriétaire du restaurant. Lors de leur procès, qui réunit Simon, Soubère, Ravachol, Béala et Chaumentin, les accusés - hormis Chaumentin, qui est acquitté pour sa délation, adoptent des stratégies défensives visant à faire porter la responsabilité de la totalité des actes sur Ravachol. Celui-ci décide d'assumer la complète responsabilité de l'attentat, de sorte à disculper ses compagnons, y compris Chaumentin. A propos de l'action de Soubère dans l'attentat, il déclare par exemple: 

« Parfait'ment qu'oui, m'sieu, elle ne savait pas, c'te d'moiselle, qu'elle cachait une bombe sous ses jupes. Elle ne pouvait pas distinguer. C'était dans du papier goudron. »

S'il se présente comme le seul responsable de l'action, il exprime ses regrets et excuses à l'idée d'avoir pu toucher des innocents,. L'anarchiste justifie et légitime l'attentat par une série d'arguments et dit avoir voulu « terroriser pour faire réfléchir ». Bien qu'il soit condamné à mort dans un autre procès plus tard dans l'année, pour un meurtre qu'il a commis et des crimes qu'il n'a vraisemblablement pas commis, Ravachol est condamné ici à la réclusion criminelle à perpétuité. Il clôture ses déclarations lors du procès en disant: 

« Puissent mes innocentes et involontaires victimes me comprendre et me
pardonner. [...] Vive l'anarchie ! »

De leur côté, Simon est condamné à la réclusion criminelle à perpétuité, Rosalie Soubère et Joseph Jas-Béala sont acquittés. Les jurés considèrent que Simon et Ravachol sont coupables, mais avec circonstances atténuantes pour leurs actes.

## Postérité

### Début de l'Ère des attentats
Bien que l'attentat soit un échec stratégique et s'achève par l'arrestation de la plupart des membres du groupe, l'attentat du Boulevard Saint-Germain et la condamnation de Ravachol inspirent largement d'autres terroristes de l'ère des attentats (1892-1894), comme Vaillant, Henry ou Meunier en France. Par exemple, Meunier, réfugié au Royaume-Uni après l'attentat du Véry, qu'il effectue en réaction à l'arrestation de Ravachol, décide de revendiquer l'attentat après avoir vu l'impact dans la presse des attentats de Ravachol. Les attentats anarchistes se multiplient ensuite en Occident et s'ils suivent d'abord, comme celui du Boulevard saint-Germain, la forme traditionnelle du terrorisme du « tyrannicide », qui vise des représentants de l'État (politiciens, magistrats, policiers, militaires), la période voit l'apparition progressive du terrorisme « indiscriminé » ou « de masse », fondement du terrorisme moderne.

### Déplacement de la symbolique terroriste
L'attentat du Boulevard Saint-Germain, comme d'autres attaques postérieures de l'ère des attentats, voit le début d'une symbolique des lieux à la place d'une symbolique des personnes. Karine Salomé écrit à ce propos :

« L’opacité se révèle plus grande encore avec les attentats anarchistes qui ne sont plus liés exclusivement à la présence du chef de l’État, mais concernent dorénavant le domicile de personnes aux statuts divers, comme les magistrats Benoît et Bulot lors des attentats du boulevard Saint Germain et de la rue de Clichy en 1892, touchent des lieux symboliques, à l’exemple de la caserne Lobau, la Compagnie des Mines de Carmaux initialement visée par la bombe qui explose au commissariat des Bons Enfants, l’église de la Madeleine, l’Assemblée nationale ou encore le café Terminus. Dès lors, à l’exception de l’assassinat de Sadi Carnot, l’attentat anarchiste induit le passage d’une symbolique de la personne, en l’occurrence celle du chef de l’État, à une symbolique des lieux, qui n’est pas toujours compréhensible pour les contemporains. »

### Mythe(s) de Ravachol
Cet attentat lance la légende de Ravachol. Dans les cercles anarchistes, sa figure est d'abord vue avec distance et désapprobation, le fait que Ravachol ait commis des crimes « crapuleux », comme le fait d'avoir déterré des cadavres ou d'avoir tué un ermite, avant de se lancer dans les attentats politiques est très mal vu pour un certain nombre d'anarchistes au départ, qui se distancent de ses actions. Cependant, ses deux attentats, le fait qu'il choisisse d'assumer l'entièreté de leur responsabilité - protégeant ses compagnons et son exécution font évoluer la situation. Sa figure est ainsi réhabilitée par les anarchistes, qui en font progressivement un héros et un martyr.
De manière plus générale, la figure de Ravachol en vient à incarner, dans la société française, l'image du héros anarchiste et du dynamiteur, un phénomène renforcé par le fait que le révolutionnaire se place à la limite entre le banditisme et le combat politique, entre les crimes de droit commun et la violence politique. Hélène Millot décrit la triple orientation des légendes le concernant de la sorte : 

« [I]l est le seul à conjuguer, par ses actes, la double figure du criminel de droit commun et du héros politique, posant ainsi la question du rapport entre violence criminelle et violence révolutionnaire - et il est le seul à incarner simultanément les deux figures majeures du héros de la littérature populaire, l'ignoble crapule et le vengeur, le bandit et le justicier, le monstre et le saint (voire, on le verra, le Christ). Le mythe de Ravachol est donc un mythe complexe, composite, et qui se constitue à travers une triple transfiguration : héros de l’anarchisme, il est aussi une légende populaire et une figure mystique, voire christique. »